# Нагибин, Александр Фёдорович
Александр Фёдорович Нагибин — советский хозяйственный, государственный и политический деятель, Герой Социалистического Труда.

## Биография
Родился в 1931 году в Сталинграде. Член КПСС.
С 1948 года — на хозяйственной, общественной и политической работе. В 1948—1991 гг. — слесарь механического цеха, военнослужащий Советской Армии, заведующий орготделом Дзержинского райкома ВЛКСМ города Волгограда, третий подручный сталевара, сталевар Волгоградского завода бурового оборудования «Баррикады» Министерства оборонной промышленности СССР.
Указом Президиума Верховного Совета СССР от 26 апреля 1971 года присвоено звание Героя Социалистического Труда с вручением ордена Ленина и золотой медали «Серп и Молот».
Делегат XXIV съезда КПСС.
Умер в Волгограде в 2003 году.